# الشباب (تنظيم صومالي)
حركة الشباب الإسلامية أو حزب الشباب أو حركة الشباب المجاهدين أو الشباب الجهادي أو الشباب الإسلامي هي حركة إسلام سياسي قتالية صومالية تنشط في الصومال، تتبع فكرياً لتنظيم القاعدة وتهدف حسب زعمها لتطبيق الشريعة الإسلامية. وتتهم من عدة أطراف بالإرهاب بينها الولايات المتحدة الأمريكية، النرويج والسويد.
الحركة التي تأسست في أوائل 2004 كانت الذراع العسكري لاتحاد المحاكم الإسلامية التي انهزمت أمام القوات التابعة للحكومة الصومالية المؤقتة غير أنها انشقت عن المحاكم بعد انضمامه إلى ما يُعرف بـ«تحالف المعارضة الصومالية».
لا يعرف تحديدًا العدد الدقيق لأفراد هذه الحركة إلا أنه عند انهيار اتحاد المحاكم الإسلامية التي خلفتها حركات إسلامية من قبيل حركة الشباب قدر عدد الأولى بين 3000 إلى 7000 عضو تقريبًا. ويعتقد أن المنتمين إلى الحركة يتلقون تدريبات في إريتريا حيث يقيمون لستة أسابيع في دورة يكتسبون خلالها مهارات حرب العصابات واستخدام القنابل والمتفجرات.
كما أن هناك من يقول بأن تلك الحركة تمول نشاطاتها من خلال القرصنة قبالة سواحل الصومال. كما يتواجد مقاتلون أجانب مسلمون داخل الحركة كانوا قد دعوا للمشاركة في (جهاد) ضد الحكومة الصومالية وحلفائها الصليبيين الإثيوبيين. كذلك تقوم عناصر تابعة للحركة بالقيام بالتفجيرات الانتحارية، من بينها اغتيال وزير الداخلية الصومالي السابق العقيد عمر حاشي آدم في 18 يونيو 2009 الذي قضى في التفجير داخل فندق ببلدة بلدوين وسط الصومال وقتل معه 30 شخصا على الأقل حيث أعلن متحدث باسم الحركة في مؤتمر صحفي لاحق تبني الحركة للهجوم ووصفها للوزير «بالمرتد الكافر».

## زعامة الحركة
الزعيم الحالي لتلك المنظمة هو أحمد ديري أبو عبيدة والذي خلف أحمد عبدي غودني (تزعم الحركة من 2008 إلى 2014) المشهور ب (الشيخ مختار عبد الرحمن أبو الزبير) والذي قُتل بغارة جوية أمريكية في سبتمبر 2014م جنوب الصومال، والذي تولى زعامة التنظيم خلفاً لآدم حاشي فرح عيرو الذي لقى حتفه 1 مايو 2008 في غارة جوية أمريكية على منزله في مدينة غوريعيل وسط الصومال.
وفي عهد غودني وصلت الحركة إلى ذروة قوتها حيث سيطرت على ثلاثة أرباع العاصمة مقديشو وكادت تقضي على الحكومة الصومالية برئاسة شيخ شريف أحمد والمدعومة غربيا وإفريقيا لولا انسحابها المفاجئ من العاصمة إثر ظهور خلافات بينه وبين المتحدث السابق باسم الحركة الشيخ مختار علي روبو أبو منصور الذي انسحب بمعظم قواته من العاصمة وانعزل عن الحركة إلى الآن ويعمل بشكل مستقل وهو أكثر اعتدالا من القادة الآخرين.

## ممارسات

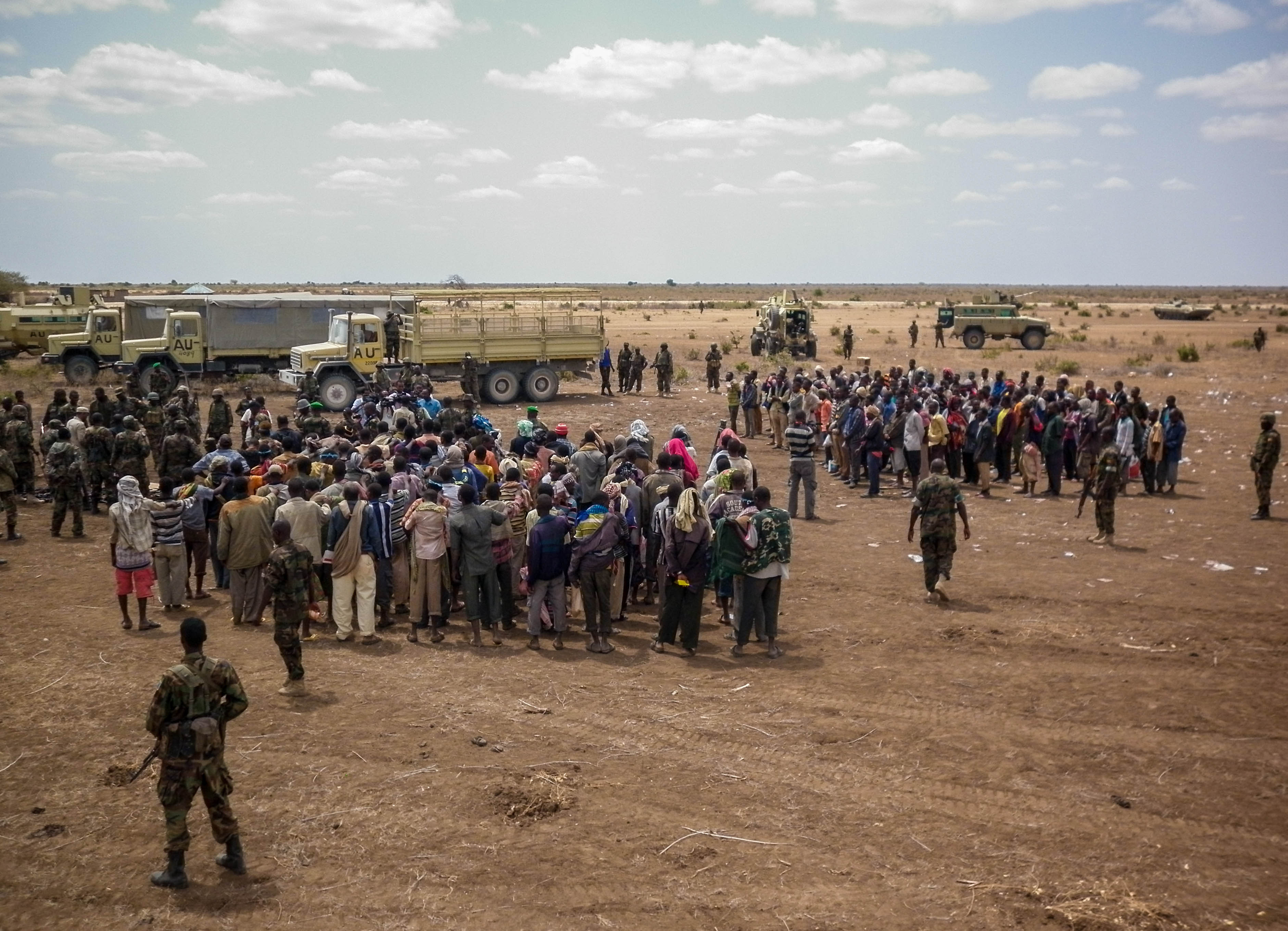
أكثر من 200 من مقاتلي الشباب استسلموا لبعثة الاتحاد الأفريقي في الصومال ، سبتمبر 2012.

تقوم الحركة بالتضييق على المواطنين حيث قامت بمنع الرقص والموسيقى في حفلات الزفاف وإغلاق المقاهي ودور السينما ومنع مشاهدة الأفلام السينمائية والنغمات الموسيقية في الهواتف المحمولة ولعب مباريات كرة القدم أو مشاهدتها. كما قامت المحاكم التابعة للحركة بتنفيذ عمليات جلد وإعدام وبتر أطراف في عدة مناطق أغلبها في منطقة كيسمايو الجنوبية والأحياء الخاضعة لسيطرتها في مقديشو، وذلك عبر «جيش الحسبة الآمر بالمعروف والنهي عن المنكر» الذي استحدثته لهذا الغرض.
وأعدم تنظيم الشباب مئات من المسيحيين الصوماليين (الذين لا يزيد عددهم عن الألف) منذ عام 2005، وكذلك قامت الميليشيا التابعة لهم بإعدام أشخاص اشتبه في تعاونهم مع الاستخبارات الإثيوبية. كما قامت الميليشيا بهدم أضرحة تابعة لمسلمين صوفيين في المناطق التي تسيطر عليها  إضافة إلى إغلاق مساجدهم وجامعتهم بدعوى «أن ممارسات الصوفيين تتعارض مع مفهوم هذه الجماعة للشريعة الإسلامية».
كذلك تقوم الحركة من خلال ما تسميه «محكمة إسلامية» بالحكم على نساء ورجال بالجلد كعقوبة لمرتكبي «الزنا». فيما يتهمهم الرئيس الصومالي شريف شيخ أحمد «بتشويه الإسلام ومضايقة النساء».

## عمليات عسكرية
شنت مجموعة من مقاتلي حركة الشباب من كتيبة الاستشهاديين هجوما في فجر يوم الأحد 5 يناير 2020 على قاعدة بحرية أمريكية تعرف باسم معسكر سيمبا في مقاطعة لامو بكينيا يستخدمها الجيشان الأمريكي والكيني، ووقع هذا الهجوم بعد عام تقريبا من هجوم انتحاري دامِِ شنته الحركة على مجمع 14 ريفرسايد الراقي في العاصمة الكينية نيروبي مما أسفر عن مقتل 21 شخصا.